# Lucid Motors

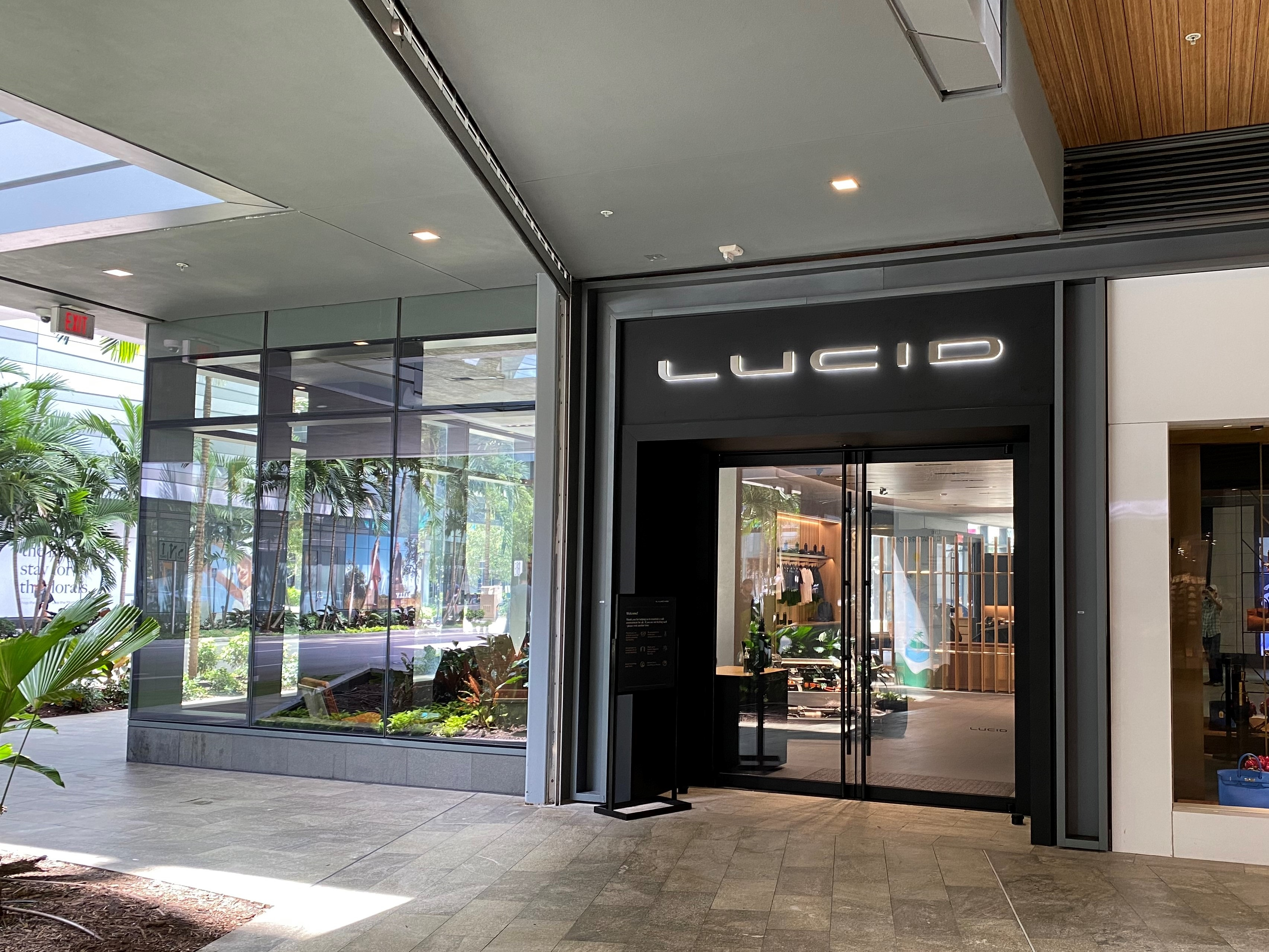
Lucid Studio, Brickley

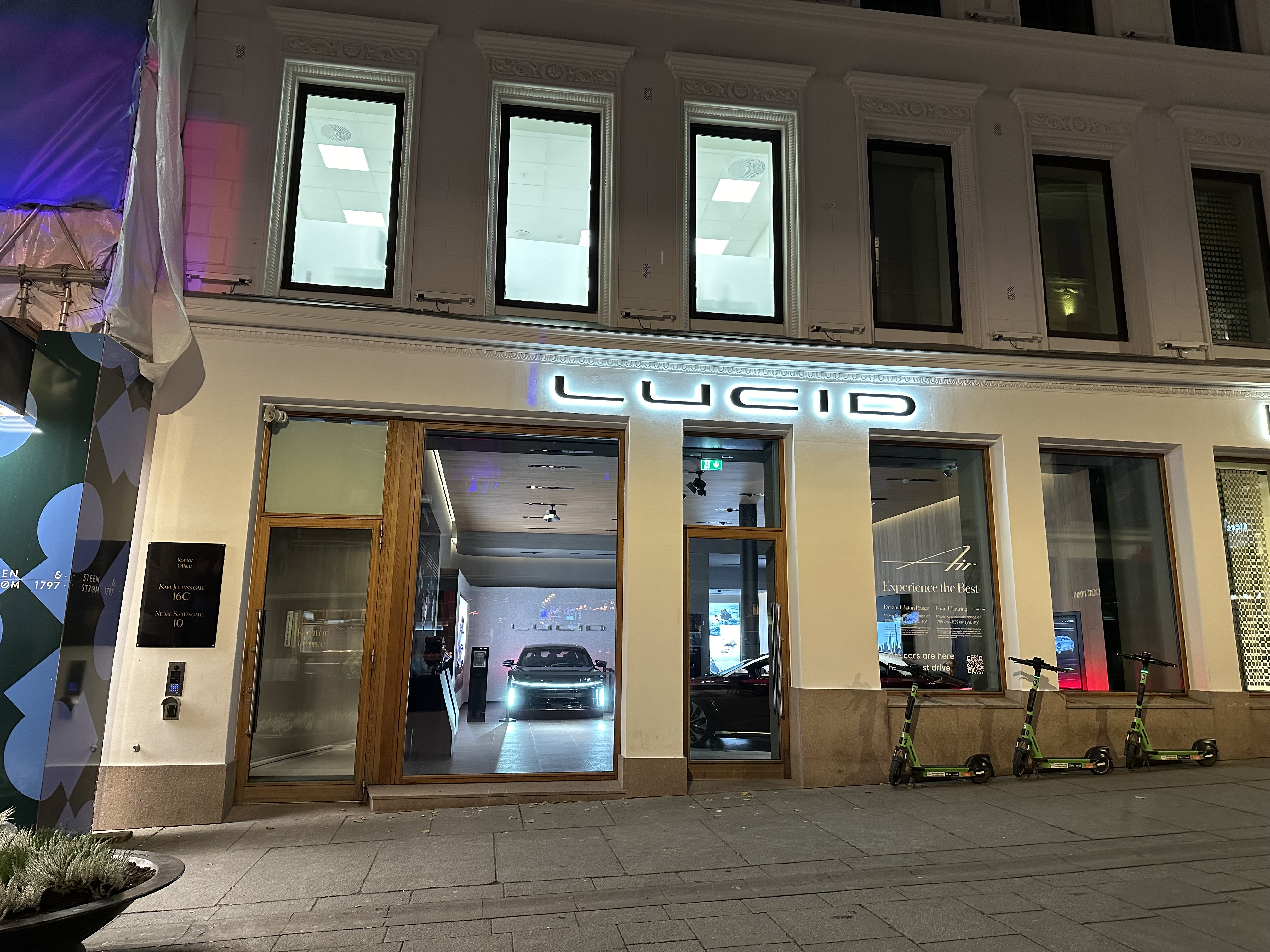
Lucid Store, Oslo

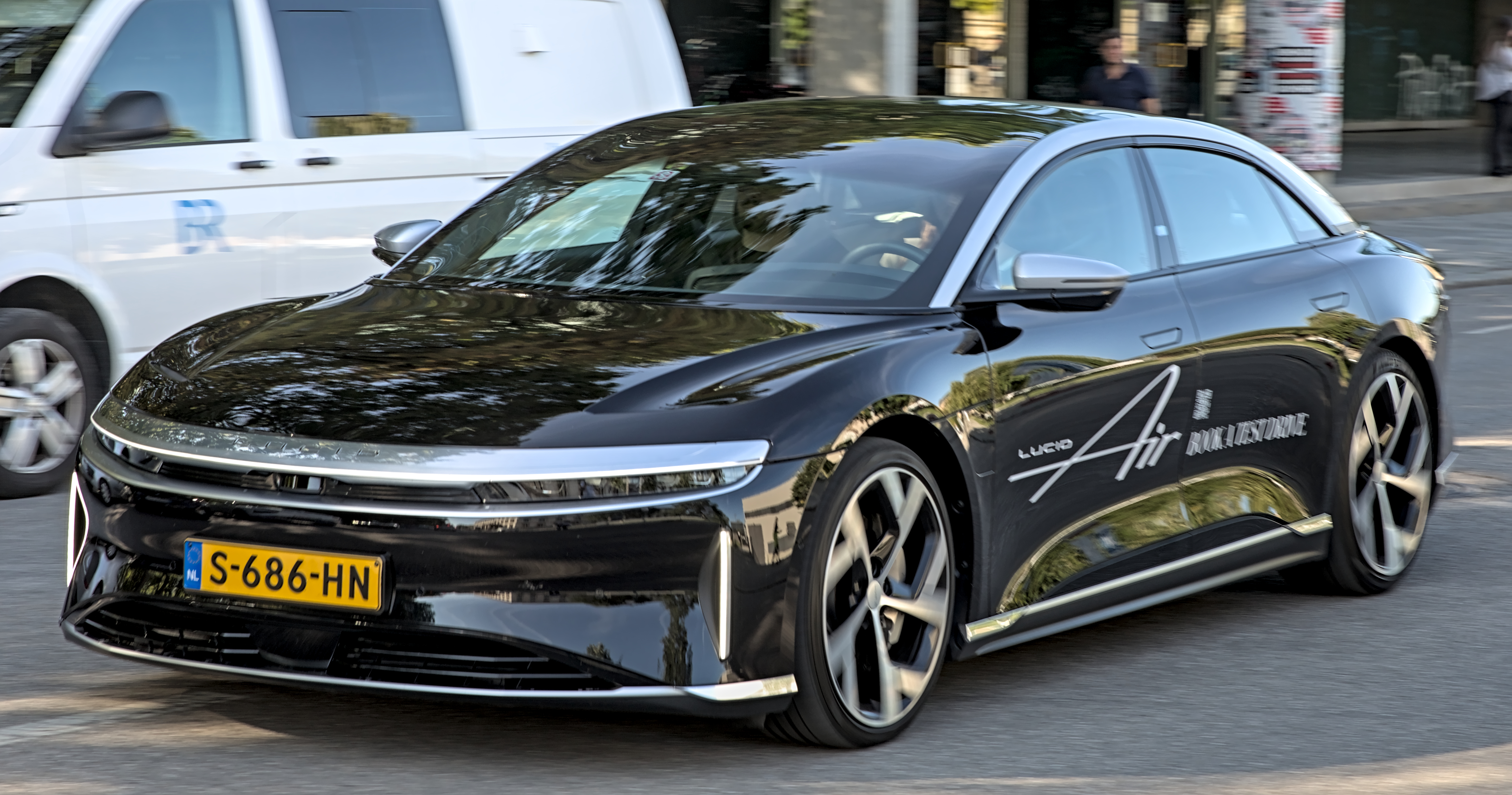
Lucid Air

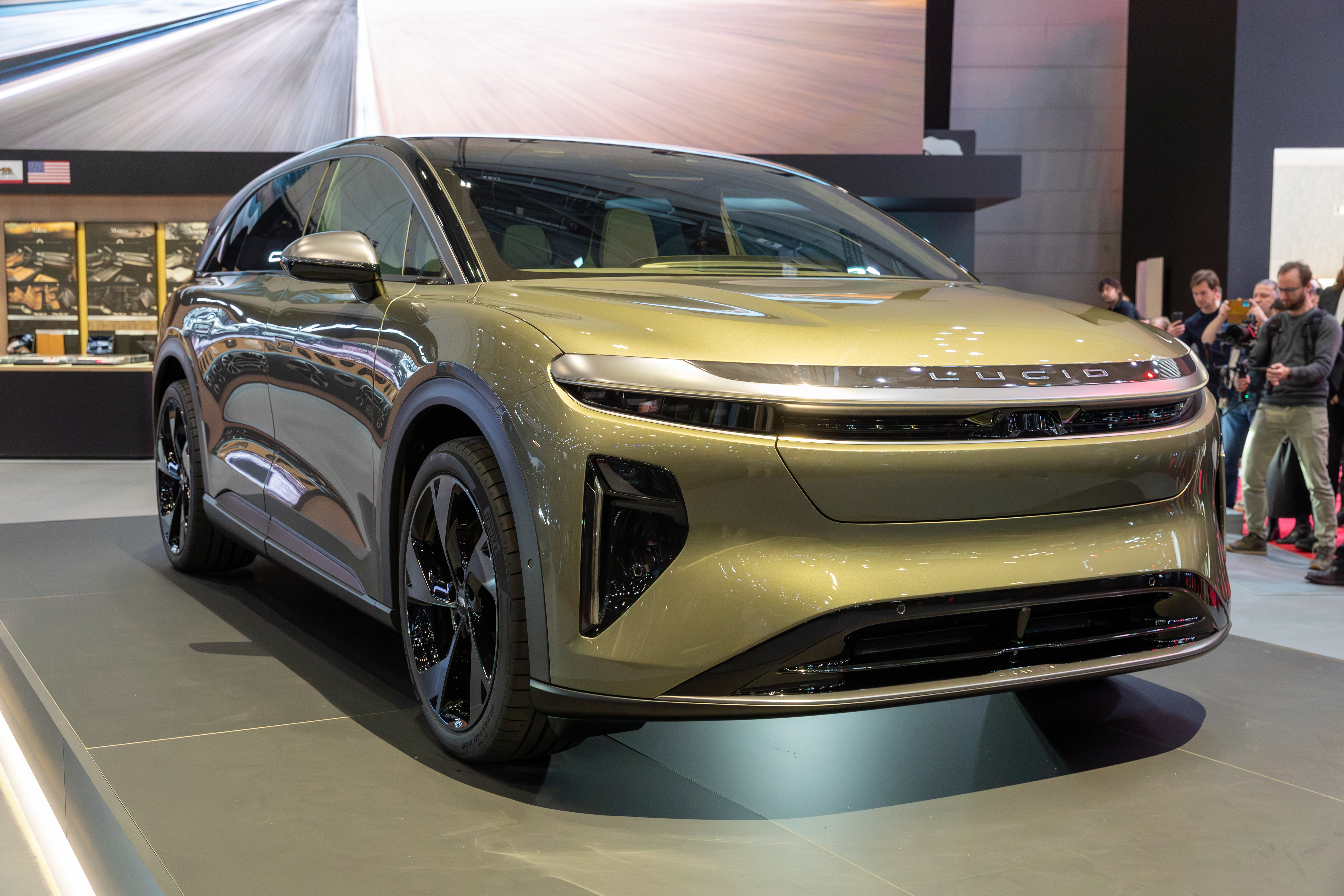
Lucid Gravity

Lucid Motors – amerykański producent elektrycznych samochodów osobowych z siedzibą w Newark działający od 2007 roku. Należy do saudyjskiego funduszu inwestycyjnego Public Investment Fund.

## Historia

### Początki
W 2007 roku w kalifornijskim mieście Newark zostało założone przedsiębiorstwo Atieva, które pierwotnie miało skupić się na budowaniu baterii oraz osprzętu do samochodów elektrycznych dla innych producentów. Zespół firmy złożył się m.in. z byłych pracowników Tesli czy Mazdy.
W 2014 roku rozpoczęto pierwsze prace konstrukcyjne nad zbudowanym samodzielnie samochodem elektrycznym konkurencyjnym m.in. wobec Tesli Model S. Efektem była prezentacja w październiku 2016 roku pierwszych fotografii oraz informacji na temat wyższej klasy sedana o nazwie Lucid Air. W tym samym momencie Atieva oficjalnie zmieniła nazwę na Lucid Motors.
Pod koniec listopada 2016 roku Lucid Motors ogłosiło plany związane z produkcją pierwszej fabryki samochodów o wartości 700 milionów dolarów amerykański, za lokalizację wybierając miasto Casa Grande w amerykańskim stanie Arizona. Planowane zatrudnienie w zakładach miało wówczas wynieść ok. 2000 osób, a początek produkcji zaplanowano na połowę 2020 roku, o ile uda się znaleźć odpowiednie źródło finansowania.

### Rozwój
We wrześniu 2018 roku Lucid Motors poinformowało, że jest w trakcie rozmów z Funduszem Inwestycji Publicznych Arabii Saudyjskiej w sprawie uzyskania finansowania na kwotę 1 miliarda dolarów amerykańskich. Za to w kwietniu 2019 roku doszło do porozumienia, na mocy którego uzyskano środki na finalną fazę konstrukcyjną seryjnego Lucid Air, a także budowę fabryki w Casa Grande.
Planowana na kwiecień 2020 roku premiera seryjnego Lucid Air nie odbyła się, jak zakładano, na New York Auto Show 2020 z powodu anulowania tego wydarzenia w związku z pandemią COVID-19. W związku z tym, w czerwcu 2020 roku ogłoszono nową datę premiery pierwszego seryjnego pojazdu marki Lucid, wskazując 9 września 2020. W lipcu 2021 firma zapowiedziała, że dostawy modelu Air rozpoczną się w drugiej połowie 2021 roku, obierając za miejsce produkcji zakłady w Casa Grande w amerykańskiej Arizonie. Pierwsze egzemplarze opuściły zakłady 28 września 2021, z kolei dostawy do nabywców rozpoczęły się 30 października, niespełna miesiąc później.
26 lipca 2021 roku odbył się debiut spółki na giełdzie NASDAQ. Spółka weszła na giełdę poprzez przejęcie odwrotne innej istniejącej na NASDAQ spółki o nazwie Churchill Capital Corp IV. Dzięki debiutowi spółka pozyskała 4.4 mld dolarów kapitału, który zadeklarowała przeznaczyć na rozbudowę mocy produkcyjnych.
Pod koniec 2022 roku Lucid uruchomił oficjalnie dystrybucję na rynku zachodnioeuropejskim, poczynając od topowej edycji Dream modelu Lucid Air. W lipcu 2023 amerykańska firma rozpoczęła oficjalnie działalność w kraju swojego głównego udziałowca i inwestora, rozpoczynając dostawy Airów do klientów w Arabii Saudyjskiej. Kolejnym ważnym krokiem w tym regionie było otwarcie pierwszych poza Stanami Zjednoczonymi zakładów produkcyjnych w saudyjskiej Dżuddzie, pierw montując modele Air, by po 2025 roku przejść do pełnoskalowej produkcji od podstaw. W listopadzie 2023 miała premiera drugiego modelu w historii amerykańskiej firmy w postaci dużego, luksusowego SUV-a Lucid Gravity.

## Modele samochodów

### Obecnie produkowane

#### Samochody osobowe
- Air

#### SUV-y
- Gravity